# Puy de Grandval
Pour les articles homonymes, voir Grandval.
Le puy de Grandval est un sommet des monts du Cantal dans le Massif central.

## Géographie

### Situation
Le puy est situé sur la commune de Brezons, entre le puy Gerbel et le col de la Tombe du Père. En contrebas, à l'ouest, se trouve le cirque de Grandval.

### Hydrographie
Le ruisseau de l'Épie y prend sa source sur son versant oriental. 

## Histoire
En avril 2007, à proximité d'une élévation de la vacherie de Grandval, a été découvert un éclat de silex noir originaire de la région, soit de la vallée du Goul ou du secteur de Thiézac.

## Protection environnementale
Le sommet est inclus dans le site Natura 2000 « Massif cantalien », dans la ZNIEFF de type 2 « Monts du Cantal », ainsi que dans la ZNIEFF de type 1 « Plomb du Cantal et Prat-de-Bouc ».